# Nightmare (créature fantastique)
La Nightmare, en français jument de la nuit, cheval de cauchemar ou encore destrier infernal, est une créature fantastique issue de la longue tradition du cheval noir psychopompe, diabolisé au Moyen Âge pour devenir une créature maléfique associée aux cauchemars. Le jeu de rôle Donjons et Dragons lui donne sa forme moderne, celle d'une jument maléfique de couleur noire, représentée avec une crinière et une queue en flammes. Son nom est en fait un jeu de mots réalisé avec les mots anglais night (« nuit ») et mare (« jument »).

## Origines

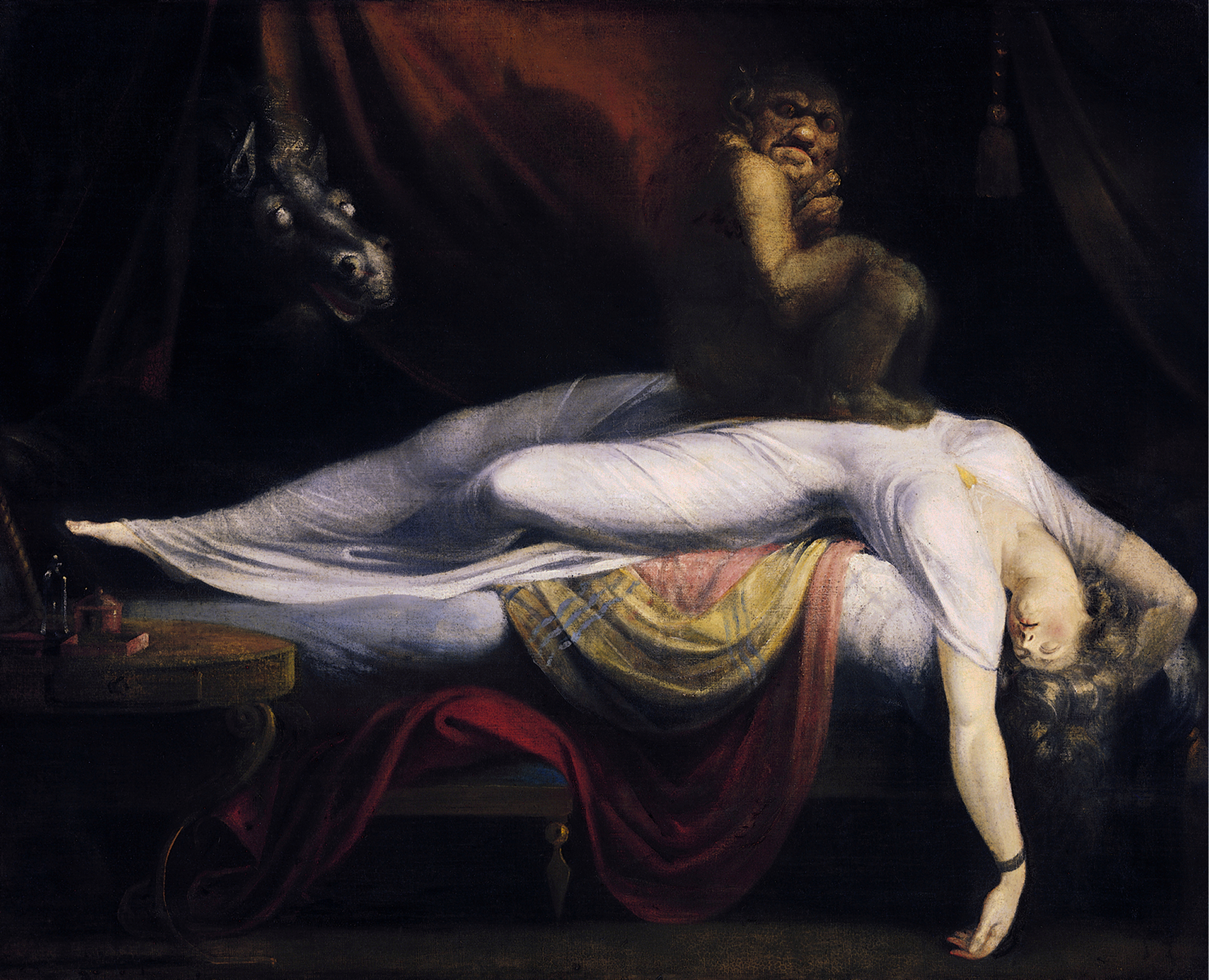

Le cheval, en particulier s'il est de robe noire (et donc chtonien), est traditionnellement et symboliquement un animal psychopompe associé au monde des morts dans la tradition occidentale. La nightmare semble issue, au-delà du jeu de mots sur « jument » (mare) de la « nuit » (night) en langue anglaise, d'une longue association des concepts de mort et de cauchemar aux chevaux noirs depuis le Moyen Âge. Le cheval subit une diabolisation progressive à l'époque médiévale, comme beaucoup d'autres animaux de cette couleur (le corbeau et le chat par exemple), et sous l'influence des croyances chrétiennes : ainsi, le cheval noir qui emporte le héros germanique et scandinave Théodoric de Vérone le conduit-il à l'immortalité selon la tradition païenne, tandis que la tradition chrétienne veut qu'il le mène aux enfers.
On retrouve un cheval sur la toile Le Cauchemar de Fuseli,, bien qu'il semble cependant être un ajout tardif au tableau, n'apparaissant pas sur les esquisses de l'auteur. Sur les deux tableaux du peintre, le cheval apparaît en partie caché derrière un rideau, rideau qui symbolise généralement la frontière entre deux mondes, ici celle entre le monde des morts, d'où vient la mara, le démon du cauchemar, et celui des vivants, où la jeune femme est endormie dans son lit. Le cheval permet à la mara de passer d'un monde à l'autre. Ce rapprochement entre mare et Mara est également relaté par Christopher Frayling, dans son analyse du tableau de Fuseli rédigée dans le catalogue de l'exposition de 2006 à la Tate Gallery. Selon lui, Mara est le nom d'un esprit de la mythologie nordique (provenant du vieil allemand Mahr) qui vient oppresser les dormeurs et provoque les cauchemars. Cette origine est par ailleurs mentionnée dans le dictionnaire de Samuel Johnson de 1775.

Différentes évocations au « cheval noir de la nuit » se retrouvent dans des textes antérieurs à Donjons et Dragons :

« Parfois dans notre sommeil notre âme d'effroi pleine

S'évade et sent derrière elle l'haleine.

De quelque noir cheval de l'ombre et de la nuit »

— Victor Hugo, Légende des Siècles
Avec la fin de l'utilisation quotidienne du cheval, la « jument de cauchemar » tombe dans l'oubli avant de renaître grâce aux concepteurs du jeu de rôle Donjons et Dragons, toujours inspirés de légendes plus anciennes. L'apparence actuelle de la créature est donc beaucoup plus récente.

## Apparitions modernes

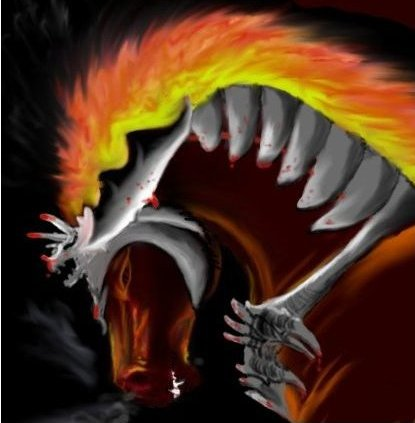
Dessin numérique d'un Nightmare, 2009

C'est Donjons et Dragons qui sort la nightmare en tant que créature fantastique, en la faisant apparaître dans le Manuel des monstres. Par la suite, le modèle de la nightmare (noire aux crins de flammes) est repris par un grand nombre de jeux médiévaux fantastiques ainsi que dans des livres de fantasy.

### Spectacles
- Le chorégraphe équestre Bartabas a produit en 2008 un spectacle équestre inspiré de la tragédie de MacBeth et intitulé Les juments de la nuit.

### Jeux vidéo
- Dans World of Warcraft, la monture invoquée par les démonistes est un Nightmare, traduit en français par « Palefroi corrompu » et « destrier de l'effroi »[10].
- Dans la saga de jeux vidéo Heroes of Might and Magic, les Nightmares sont des créatures du chaos qui peuvent terroriser leurs adversaires.
- Dans Ragnarök Online, une des créatures que les joueurs peuvent affronter y est une référence directe : elle y est nommée Nightmare et elle a l'apparence d'un cheval dont la crinière brûle[11].

### Jeux et jouets
- Dans le jeu de cartes à collectionner Magic : L'Assemblée, il existe une carte dont le nom français est Cheval de cauchemar et qui correspond au Nightmare anglais[12].